# John George Wood
Pour les articles homonymes, voir John Wood et Wood.
John George Wood est un auteur en histoire naturelle britannique, né le 21 juillet 1827 à Londres et mort le 3 mars 1889 à Coventry.

## Biographie
Il est le fils du chirurgien John Reeman Wood et de Juliana né Lisetta. Après une première éducation dans sa famille, il fréquente la Grammar school puis le Merton College (Oxford) où il obtient son Bachelor of Arts en 1848 et son Master of Arts en 1851. Il fréquente aussi le Christ Church (Oxford) et où il travaille dans le musée anatomique sous Sir Henry Wentworth Acland (1815-1900). En 1852, il devient curé de la paroisse de l’église St Thomas the Martyr's à Oxford, en 1854, il est ordonné prêtre. Il prend également le poste de chapelain de la chapelle flottante des marins d’Oxford. Parmi d’autres charges, il est un temps chapelain de l’hôpital St Bartholomew. En 1878, Wood s’installe à Upper Norwood dans le sud de Londres.

## Carrière
En 1854, il abandonne sa cure pour se consacre à plein temps à l’écriture. En 1858, il accepte un poste de lecteur à Christ Church, Newgate Street, et il est chapelain assistant à l’hôpital St Bartholomew de 1856 à 1862. De 1868 à 1876, il tient un poste de chef de chœur à l’union chorale du diocèse de Canterbury. Après 1876, il se consacre lui-même à la production de livres et donne, partout dans le pays, des conférences sur la zoologie, qu’il illustre par des dessins faits sur des tableaux noirs ou de larges feuilles de papier avec des crayons colorés. Ces conférences, qu’il baptise, sketch lectures, sont très renommées ce qu’il le rend très populaire en Grande-Bretagne comme aux États-Unis d'Amérique.
Wood donne, à partir de 1856, que des conférences occasionnelles. En 1879, les conférences deviennent une seconde professeur, activité qu’il poursuit jusqu’en 1888 à la fois en Grande-Bretagne mais aussi à l’étranger. C’est lui qui donne les conférences Lowell à Boston durant la saison 1883-1884.
C’est un auteur très prolifique en histoire naturelle, il n’est pas un chercheur mais un vulgarisateur. Il rencontre un très grand succès - par exemple son livre Common objects of the country est vendu à 100 000 exemplaires en une semaine. Parmi son importante production, il faut citer Illustrated Natural History (1853), Animal Traits and Characteristics (1860), Common Objects of the Sea Shore (1857), Out of Doors (1874), Field Naturalist's Handbook (avec T. Wood) (1879-1880). Il fait également paraître une édition de The Natural History and Antiquities of Selborne de Gilbert White (1720-1793). Il est aussi l’auteur de livres sur la gymnastique et le sport. Wood est l’éditeur de la revue The Boys Own Magazine.

## Liste partielle des publications
- 1885 : Animate creation; popular edition of "Our living world" a natural history (trois volumes, S. Hess, New York) — Une édition numérique est consultable librement sur Archive.org (premier volume, deuxième volume et troisième volume).

## Source
- (en) Cet article est partiellement ou en totalité issu de l’article de Wikipédia en anglais intitulé « John George Wood » (voir la liste des auteurs). (version du 22 décembre 2006)